# 快乐家家车
《快乐家家车》，中国动画片，共五十二集。动画片讲述的是有一个造型古怪的家家车，能跑，能飞，能入水。车里居住着跳龙、秋秋、呼噜三个小伙伴的故事。
该片原名为《快乐的家家车》，于1996年开始筹备和制作，并在1997年春节期间以动画电影的形式在影院上映，之后也以电视动画系列片的形式在电视台放映。1999年3月，该片在中国中央电视台《动画城》栏目中播出。